# Mirbelia
Genre
Mirbelia est un genre de plantes à fleurs dicotylédones de la famille des Fabaceae (Légumineuses), sous-famille des Faboideae, originaire d'Australie, qui comprend environ 26 espèces acceptées.

## Liste d'espèces
Selon The Plant List (17 décembre 2018) :
- Mirbelia aotoides F.Muell.
- Mirbelia baueri (Benth.) J.Thompson
- Mirbelia confertiflora Pedley
- Mirbelia densiflora C.A.Gardner
- Mirbelia depressa E.Pritz.
- Mirbelia dilatata R.Br.
- Mirbelia floribunda Benth.
- Mirbelia granitica Crisp & J.M.Taylor
- Mirbelia longifolia C.A.Gardner
- Mirbelia microphylla (Turcz.) Benth.
- Mirbelia multicaulis (Turcz.) Benth.
- Mirbelia ovata Meissner
- Mirbelia oxylobioides F.Muell.
- Mirbelia platylobioides (DC.) J.Thompson
- Mirbelia pungens Don
- Mirbelia ramulosa (Benth.) C.A.Gardner
- Mirbelia rhagodioides Crisp & J.M.Taylor
- Mirbelia rubiifolia (Andrews) G.Don
- Mirbelia seorsifolia (F.Muell.) C.A.Gardner
- Mirbelia speciosa DC.
- Mirbelia spinosa (Benth.) Benth.
- Mirbelia stipitata Crisp & J.M.Taylor
- Mirbelia subcordata Turcz.
- Mirbelia taxifolia C.A.Gardner
- Mirbelia trichocalyx Domin
- Mirbelia viminalis (Benth.) C.A.Gardner